# Arcidiocesi di Praga

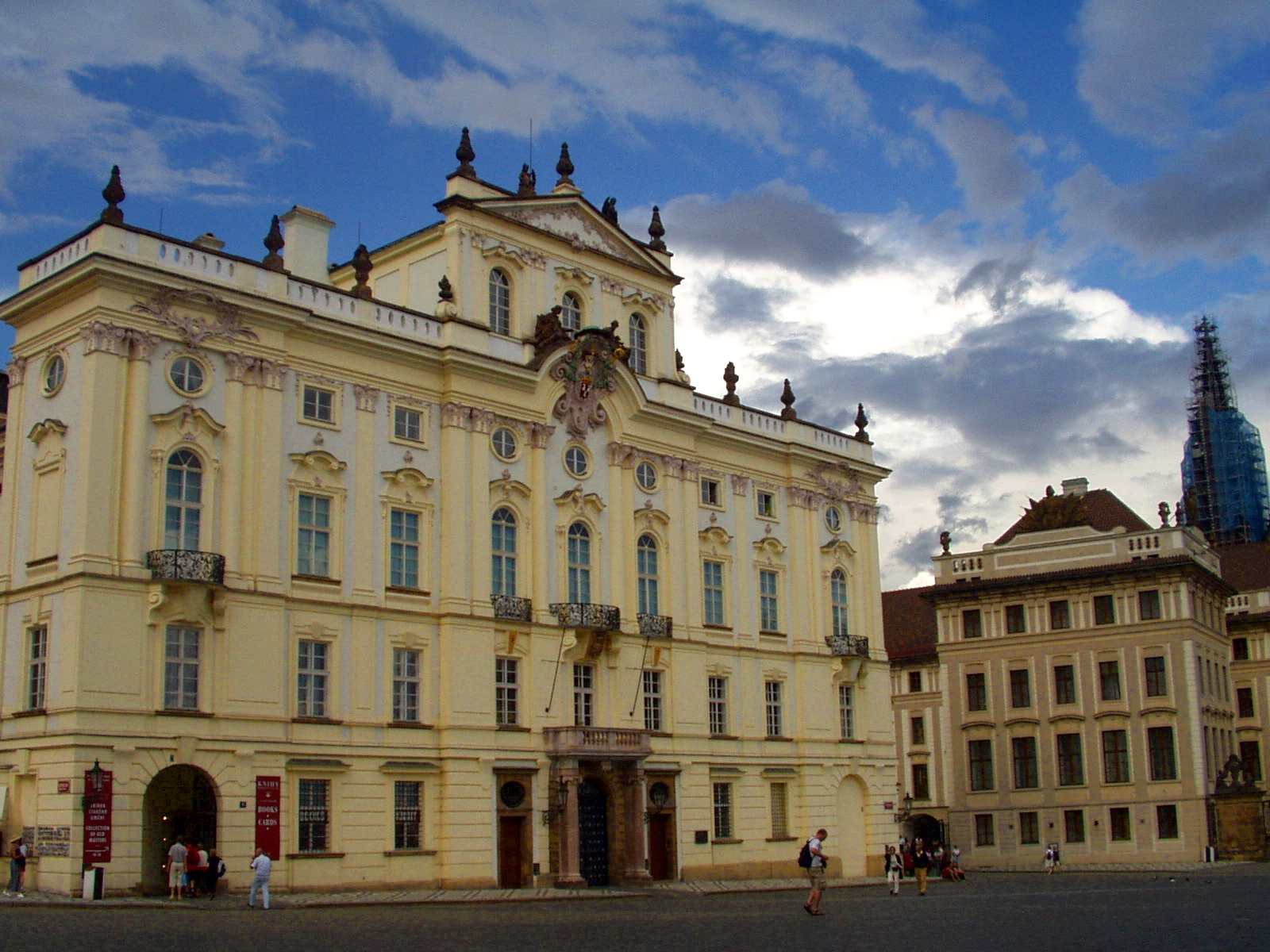
Il palazzo vescovile di Praga.

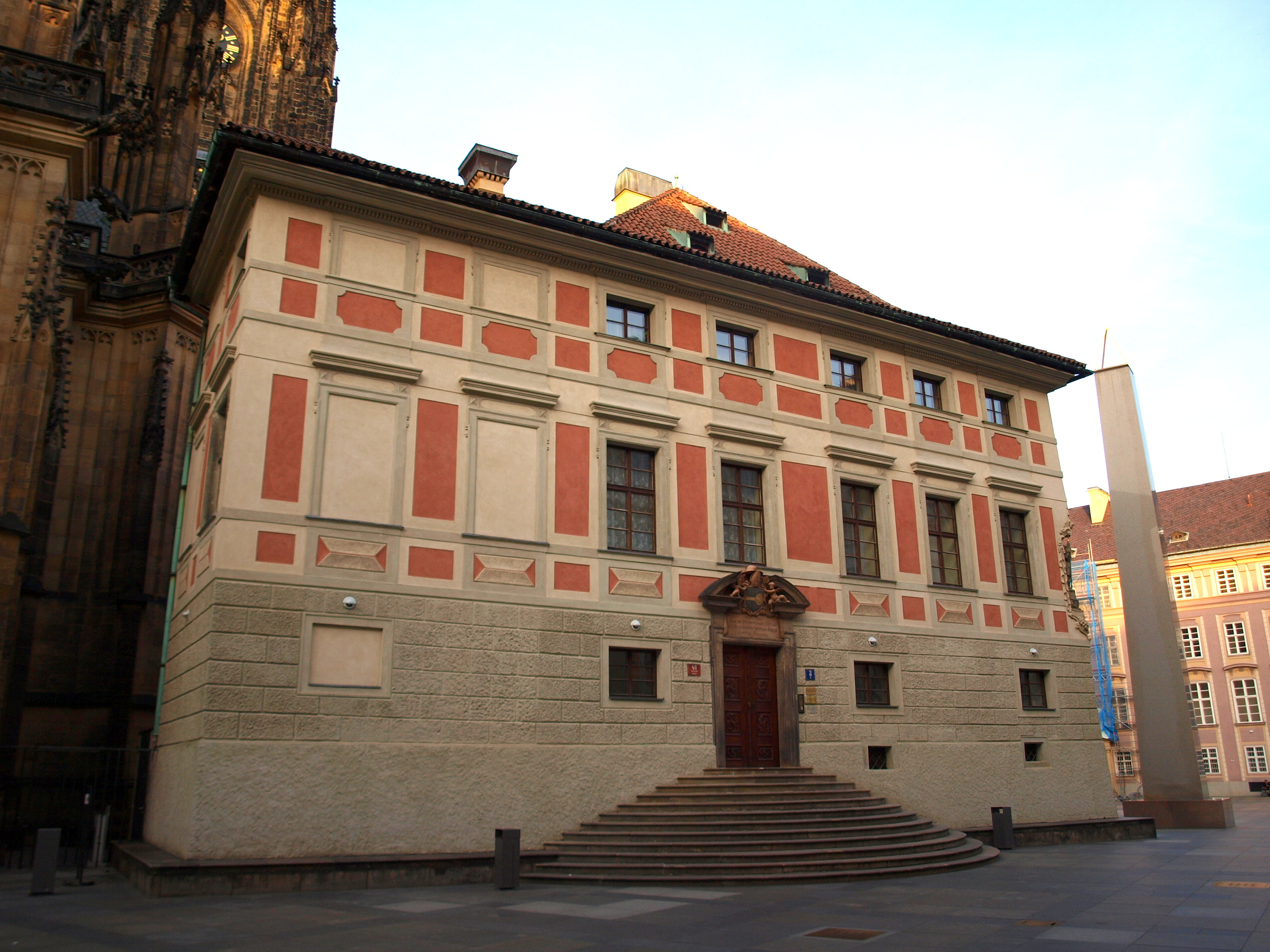
La sede del capitolo dei canonici della cattedrale di San Vito.

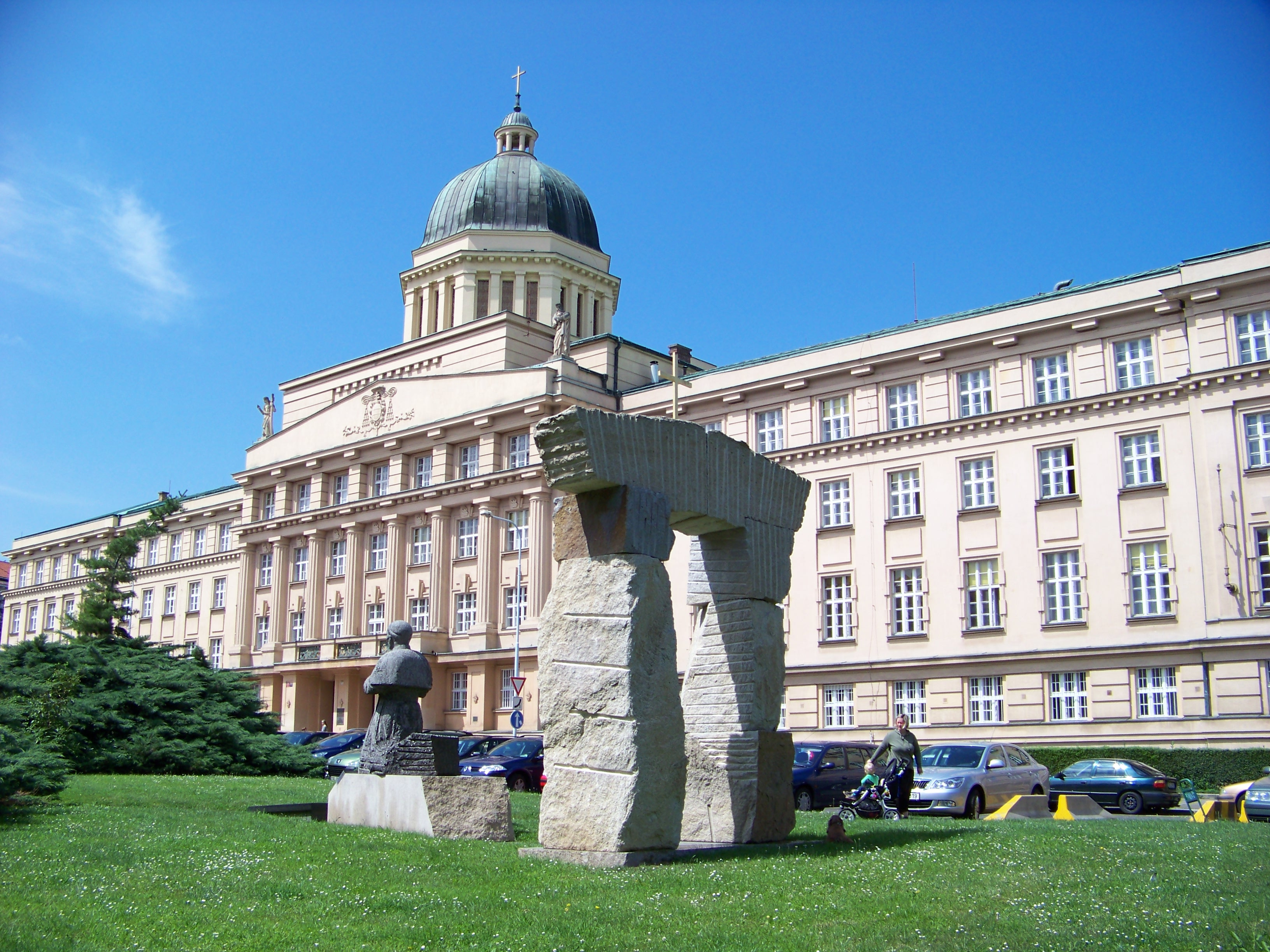
L'imponente edificio del seminario arcivescovile di Praga; in primo piano il memoriale al cardinale Josef Beran.

L'arcidiocesi di Praga (in latino Archidioecesis Pragensis) è una sede metropolitana della Chiesa cattolica nella Repubblica Ceca. Nel 2023 contava 558.000 battezzati su 2.316.000 abitanti. È retta dall'arcivescovo Jan Graubner.

## Territorio
L'arcidiocesi comprende parte della regione ceca della Boemia Centrale.
Sede arcivescovile è la città di Praga, dove si trova la cattedrale di San Vito.
Il territorio è suddiviso in 146 parrocchie.

## Storia
La diocesi di Praga fu eretta nel 973, ricavandone il territorio dalla diocesi di Ratisbona. Inizialmente il territorio comprendeva la Boemia, la Slesia con Cracovia, la Lusazia, la Moravia, l'Ungheria occidentale fino ai fiumi Váh e Danubio e la Bassa Austria fra i fiumi Thaya e Kamp. Originariamente era suffraganea dell'arcidiocesi di Magonza (oggi diocesi).
Thietmar, un monaco benedettino di Magdeburgo che aveva una vasta conoscenza della lingua slava, fu il primo vescovo di Praga nel 973.
Nel 1063 cedette la Moravia a vantaggio dell'erezione della diocesi di Olomouc.
A partire dal regno di Ottocaro I (1198 - 1230) il capitolo della cattedrale ebbe il privilegio dell'elezione del vescovo, mentre al re di Boemia spettava il diritto a conferire l'investitura. Nel primo quarto del XIII secolo vi furono gravi contrasti tra il vescovo Ondřej e il re di Boemia, che voleva abrogare i privilegi del clero, al termine dei quali il vescovo scagliò l'interdetto sul regno. Si arriverà ad un concordato nel 1220. Il resto del secolo vide una fioritura di ordini religiosi a Praga e in Boemia, ma già verso la fine del secolo fanno la comparsa sette ereticali, che propagandavano la comunanza di spose e di beni.
All'inizio del XIV secolo una disputa oppose il vescovo Jan z Dražic agli ordini mendicanti, a cui fu proibito di predicare nelle chiese parrocchiali e di ascoltare le confessioni. Lo stesso vescovo stabilì il tribunale dell'Inquisizione, ma dopo il primo processo che vide la consegna all'autorità statale di quattordici eretici e la loro condanna al rogo, cacciò il tribunale e liberò i detenuti.
Il 30 aprile 1344 papa Clemente VI elevò la sede di Praga al rango di arcidiocesi metropolitana in forza della bolla Ex superne providencia, con suffraganee Olomouc e Litomyšl; quest'ultima diocesi fu eretta lo stesso giorno con territorio dismembrato dalla diocesi di Praga. Il 25 agosto dello stesso anno in virtù della bolla Attendentes Pragensem ecclesiam dello stesso papa Clemente VI fu concesso agli arcivescovi di Praga il pallio. All'arcivescovo spettava il diritto di conferire unzione e incoronazione al re di Boemia, quindi godeva delle prerogative di un primate.
Nel 1348 Carlo IV fondò l'università, di cui il vescovo era di diritto cancelliere (Protector studiorum et Cancellarius).
La diffusione degli ussiti coincise con una crisi dell'arcidiocesi, che rimarrà vacante per ben centoquarant'anni dal 1421 al 1561. Anche la diocesi di Litomyšl visse un periodo di declino, ebbe il suo ultimo vescovo nel 1474 e fu retta da amministratori fino alla metà del XVI secolo, quindi fu soppressa e parte del suo territorio ritornò all'arcidiocesi di Praga.
Nel 1556 i gesuiti stabilirono a Praga un prestigioso collegio e dopo cinque anni dal loro arrivo Praga riebbe un arcivescovo.
Tuttavia i rapporti con le autorità politiche, inclini al protestantesimo, rimasero tesi. Nel 1618 l'arcivescovo ordinò la chiusura di due chiese protestanti e quando il re sanzionò la decisione, scoppiarono i tumulti della terza defenestrazione di Praga, che darà inizio alla Guerra dei Trent'anni.
Nel 1627 Ferdinando II concesse alla Chiesa ampi privilegi e all'arcivescovo di Praga il titolo di primate.
Il 3 luglio 1655 l'arcidiocesi cedette una porzione del suo territorio a vantaggio dell'erezione della diocesi di Litoměřice; il 10 novembre 1664 a vantaggio dell'erezione della diocesi di Hradec Králové.
Nella seconda metà del XVII secolo il collegio dei gesuiti fu unito all'università carolina.
Nel 1712 le chiese della città rimasero chiuse per due anni a causa della peste, ma nel 1729 vi furono splendide celebrazioni per la canonizzazione di san Giovanni Nepomuceno.
A partire dagli anni '70 del XVIII secolo, Maria Teresa adottò una politica restrittiva verso i privilegi ecclesiastici, che giunse a proibire gli studi teologici a Roma, a subordinare l'accettazione di dignità ecclesiastiche della Santa Sede all'approvazione imperiale e perfino a limitare il numero delle candele nelle funzioni.
Nel 1777 la sua provincia ecclesiastica si ridusse per l'elevazione al rango di arcidiocesi metropolitana della diocesi di Olomouc, già sua suffraganea.
Il 20 settembre 1785 l'arcidiocesi cedette una porzione del suo territorio a vantaggio dell'erezione della diocesi di České Budějovice.
La politica ecclesiastica di Maria Teresa trovò la sua evoluzione nel giuseppinismo, che impose la chiusura di molti monasteri e la loro confisca. Un risvolto positivo fu che i fondi così confiscati furono parzialmente impiegati per l'erezione di nuove parrocchie. Anche l'erezione della diocesi di České Budějovice fu finanziata in questo modo.
Un periodo difficile per la Chiesa iniziò con la costituzione della Cecoslovacchia. Nel novembre 1918 l'arcivescovo Pavel Huyn dovette abbandonare il territorio del nuovo Stato (e a dimettersi l'anno seguente), poiché il nuovo governo accusava la Chiesa di essere rimasta fedele al deposto Carlo I d'Austria e di favorire troppo i germanofoni. I rapporti tra la Chiesa e il governo erano difficili anche per il progetto di nascita della nuova Chiesa nazionale cecoslovacca, a cui il governo stesso assegnò molti luoghi di culto cattolici in tutto lo Stato.
Il 28 luglio 1921 in forza del decreto Incolae cuiusdam della Congregazione concistoriale acquisì dalla diocesi di České Budějovice il villaggio di Dolní Kamenice presso Holýšov.
Il 26 novembre 1965, con la lettera apostolica Praga urbs, papa Paolo VI ha proclamato Sant'Adalberto patrono principale dell'arcidiocesi.
Nel 1972 ha ceduto all'arcidiocesi di Breslavia quella porzione di territorio che dopo la seconda guerra mondiale, a causa della variazione dei confini di Stato, si trovava in Polonia.
Il 31 maggio 1993 l'arcidiocesi ha ceduto un'altra porzione del suo territorio a vantaggio dell'erezione della diocesi di Plzeň. Contestualmente sono stati rivisti i suoi confini con le vicine diocesi di Litoměřice, České Budějovice e Hradec Králové.

## Cronotassi
- Dětmar (Thietmar), O.S.B. † (23 marzo 973 - 2 gennaio 982 deceduto)
- Sant'Adalberto † (19 febbraio 982 - 23 aprile 997 deceduto)
- Thiddag, O.S.B. † (7 luglio 998 consacrato - 10 giugno 1017 deceduto)
- Ekkard, O.S.B. † (8 ottobre 1017 consacrato - 8 agosto 1023 deceduto)
- Hyza † (29 dicembre 1023 consacrato - 31 gennaio 1030 deceduto)
- Šebíř (Severus) † (29 giugno 1031 consacrato - 9 dicembre 1067 deceduto)
- Gebhart † (6 luglio 1068 consacrato - 26 giugno 1089 deceduto)
- Kosmas † (12 marzo 1094 consacrato - 10 dicembre 1098 deceduto)
- Heřman † (8 aprile 1100 consacrato - 17 settembre 1122 deceduto)
- Menhart (Meinhard) † (1122 - 2 luglio 1134 deceduto)
- Jan † (19 aprile 1135 consacrato - 8 agosto 1139 deceduto)
  - Silvestro, O.S.B. † (? - 17 febbraio 1140 dimesso) (vescovo eletto)
- Ota (Otta, Otto) † (25 giugno 1140 - 10 luglio 1148 deceduto)
- Daniel † (31 dicembre 1148 - 9 agosto 1167 deceduto)
  - Gotpold, O.Praem. † (1168 - 10 marzo 1168 deceduto) (vescovo eletto)
- Bedřich (Friedrich) † (1169 - 31 gennaio 1179 deceduto)
- Veliš (Valentin), O.Praem. † (1179 - 6 febbraio 1182 deceduto)
- Jindřich Břetislav † (23 maggio ? 1182 - 15 giugno 1197 deceduto)
- Daniel (Milík z Talmberka) † (1º novembre 1197 - 28 marzo o 4 aprile 1214 deceduto)
- Ondřej † (22 novembre 1215 - 30 luglio 1224 deceduto)
  - Pelhřim z Vartenberka (Peregrin) † (1º ottobre 1224 - giugno 1225 dimesso) (vescovo eletto)
- Budilov (Budivoj, Budislav) † (26 giugno 1225 - 10 luglio 1226 deceduto)
- Jan † (30 aprile 1227 - 16 agosto 1236 deceduto)
- Bernhard Kaplíř ze Sulevic (Buchard) † (10 settembre 1236 - 12 settembre 1240 deceduto)
- Mikuláš z Rýzmburka (Nicolaus) † (29 maggio 1241 - 17 gennaio 1258 deceduto)
- Jan z Dražic † (12 maggio 1258 - 21 ottobre 1278 deceduto)
- Tobiáš z Bechyně † (19 febbraio 1279 - 1º marzo 1296 deceduto)
- Rehoř Zajíc z Valdeka † (12 giugno 1296 - 6 settembre 1301 deceduto)
- Giovanni di Dražice (Jan z Dražic) † (1301 - 5 gennaio 1343 deceduto)
- Ernesto di Pardubice (Arnošt z Pardubic) † (3 marzo 1343 - 30 giugno 1364 deceduto)
- Jan Očko z Vlašimi † (23 agosto 1364 - 6 marzo 1379 dimesso)
- Jan z Jenštejna † (19 marzo 1379 - 1396 dimesso)
- Olbram ze Škvorce (Volfram) † (31 gennaio 1396 - 11 maggio 1402 deceduto)
  - Mikuláš Puchník z Černic † (26 luglio 1402 - 19 settembre 1402 deceduto) (vescovo eletto)
- Zbyněk Zajíc z Haznburka † (29 novembre 1402 - 28 settembre 1411 deceduto)
- Zikmund Albík z Uničova † (5 gennaio 1412 - dicembre 1412 dimesso)
- Konrád z Vechty † (10 febbraio 1413 - 1421 deposto)
  - Jan Železný † (13 agosto 1421 - 9 ottobre 1430 deceduto) (amministratore apostolico)
  - Kuneš ze Zvole † (24 gennaio 1431 - 4 agosto 1434 deceduto) (amministratore apostolico)
  - Sede vacante (1434-1561)
- Antonín Brus z Mohelnice † (5 settembre 1561 - 28 agosto 1580 deceduto)
- Martin Medek z Mohelnice, O.Cruc. † (28 aprile 1581 - 2 febbraio 1590 deceduto)
- Zbyněk Berka z Dubé a Lipé † (21 giugno 1593 - 6 marzo 1606 deceduto)
- Karl von Lamberg (Karel z Lamberka) † (14 maggio 1607 - 18 settembre 1612 deceduto)
- Jan Lohelius † (18 settembre 1612 succeduto - 2 novembre 1622 deceduto)
- Ernst Adalbert von Harrach zu Rohrau (Arnošt Vojtěch z Harrachu a Rohravy) † (9 gennaio 1623 - 25 ottobre 1667 deceduto)
  - Jan Vilém z Kolowrat † (6 dicembre 1667 - 31 maggio 1668 deceduto) (vescovo eletto)
- Matouš Ferdinand Sobek z Bílenberka, O.S.B. † (11 marzo 1669 - 29 aprile 1675 deceduto)
- Johann Friedrich von Waldstein † (2 dicembre 1675 - 3 giugno 1694 deceduto)
- Johann Joseph von Breuner † (4 luglio 1695 - 20 marzo 1710 deceduto)
- Franz Ferdinand von Kuenburg † (11 maggio 1711 - 7 agosto 1731 deceduto)
- Daniel Joseph Mayer † (7 maggio 1732 - 10 aprile 1733 deceduto)
- Johann Moritz Gustav von Manderscheid-Blankenheim † (18 dicembre 1733 - 26 ottobre 1763 deceduto)
- Antonín Petr Příchovský z Příchovic † (26 ottobre 1763 succeduto - 14 aprile 1793 deceduto)
- Wilhelm Florentin von Salm-Salm † (23 settembre 1793 - 14 settembre 1810 deceduto)
- Václav Leopold Chlumčanský † (13 maggio 1815 - 14 giugno 1830 deceduto)
- Alois Jozef Krakovský z Kolovrat † (28 febbraio 1831 - 28 marzo 1833 deceduto)
- Ondřej Alois Ankwicz † (30 settembre 1833 - 26 marzo 1838 deceduto)
- Alois Josef Schrenk † (20 giugno 1838 - 5 marzo 1849 deceduto)
- Friedrich Johann Joseph Cölestin von Schwarzenberg † (13 dicembre 1849  - 27 marzo 1885 deceduto)
- Franziskus von Paula Schönborn † (27 luglio 1885 - 25 giugno 1899 deceduto)
- Lev Skrbenský Hříště † (14 dicembre 1899 - 5 maggio 1916 nominato arcivescovo di Olomouc)
- Pavel Huyn † (4 ottobre 1916 - 6 settembre 1919 dimesso[7])
- František Kordač † (16 settembre 1919 - 21 luglio 1931 dimesso[8])
- Karel Boromejský Kašpar † (22 ottobre 1931 - 21 aprile 1941 deceduto)
- Josef Beran † (4 novembre 1946 - 17 maggio 1969 deceduto)
  - Sede vacante (1969-1977)
- František Tomášek † (30 dicembre 1977 - 27 marzo 1991 ritirato)[9]
- Miloslav Vlk † (27 marzo 1991 - 13 febbraio 2010 ritirato)
- Dominik Duka, O.P. (13 febbraio 2010 - 13 maggio 2022 ritirato)
- Jan Graubner, dal 13 maggio 2022

## Statistiche
L'arcidiocesi nel 2023 su una popolazione di 2.316.000 persone contava 558.000 battezzati, corrispondenti al 24,1% del totale.
| anno | popolazione | popolazione | popolazione | presbiteri | presbiteri | presbiteri | presbiteri                | diaconi | religiosi | religiosi | parrocchie |
| anno | battezzati  | totale      | %           | numero     | secolari   | regolari   | battezzati per presbitero | diaconi | uomini    | donne     | parrocchie |
| ---- | ----------- | ----------- | ----------- | ---------- | ---------- | ---------- | ------------------------- | ------- | --------- | --------- | ---------- |
| 1949 | 2.052.154   | 2.943.868   | 69,7        | 921        | 607        | 314        | 2.228                     |         | 348       | 1.710     | 604        |
| 1970 | 1.600.000   | 2.620.000   | 61,1        | 59         |            | 59         | 27.118                    |         | 59        | 486       | 835        |
| 1980 | 1.365.000   | 2.740.000   | 49,8        | 426        | 329        | 97         | 3.204                     |         | 97        | 381       | 579        |
| 1990 | 1.190.000   | 2.810.000   | 42,3        | 327        | 261        | 66         | 3.639                     |         | 66        | 169       | 579        |
| 1999 | 604.000     | 2.144.000   | 28,2        | 293        | 160        | 133        | 2.061                     | 14      | 228       | 366       | 380        |
| 2000 | 600.000     | 2.140.000   | 28,0        | 345        | 193        | 152        | 1.739                     | 17      | 238       | 311       | 379        |
| 2001 | 604.500     | 2.140.000   | 28,2        | 338        | 183        | 155        | 1.788                     | 17      | 228       | 292       | 376        |
| 2002 | 604.500     | 2.144.000   | 28,2        | 339        | 191        | 148        | 1.783                     | 18      | 224       | 328       | 378        |
| 2003 | 485.614     | 2.062.189   | 23,5        | 377        | 216        | 161        | 1.288                     | 20      | 227       | 284       | 378        |
| 2004 | 488.000     | 2.069.585   | 23,6        | 376        | 201        | 175        | 1.297                     | 21      | 245       | 328       | 378        |
| 2013 | 373.800     | 2.066.000   | 18,1        | 328        | 180        | 148        | 1.139                     | 31      | 200       | 335       | 140        |
| 2016 | 558.800     | 2.319.000   | 24,1        | 334        | 180        | 154        | 1.673                     | 37      | 220       | 320       | 145        |
| 2019 | 559.800     | 2.322.700   | 24,1        | 305        | 167        | 138        | 1.835                     | 36      | 203       | 283       | 148        |
| 2021 | 565.150     | 2.344.800   | 24,1        | 306        | 163        | 143        | 1.846                     | 36      | 196       | 264       | 147        |
| 2023 | 558.000     | 2.316.000   | 24,1        | 291        | 157        | 134        | 1.917                     | 45      | 184       | 220       | 146        |